# Rotman
Rotman je naselje v Občini Juršinci. Po domače je znan kot Vinšak. Naziv Vinšak se občasno uporablja tudi v uradnih zapisih.